# Iglesia de Saint-Cyr-et-Sainte-Julitte de Vaucelles
La iglesia de Saint-Cyr-et-Sainte-Julitte es una iglesia románica ubicada en Francia en la comuna de Vaucelles, en el departamento de Calvados, en la región de Normandía.
Ha sido objeto de inscripción como monumento histórico desde el 21 de mayo de 1927.

## Historia
Data del siglo XIII, la iglesia Saint-Cyr-et-Sainte-Julitte figura en el inventario de monumentos históricos por un decreto del 21 de mayo de 1927.

## Descripción

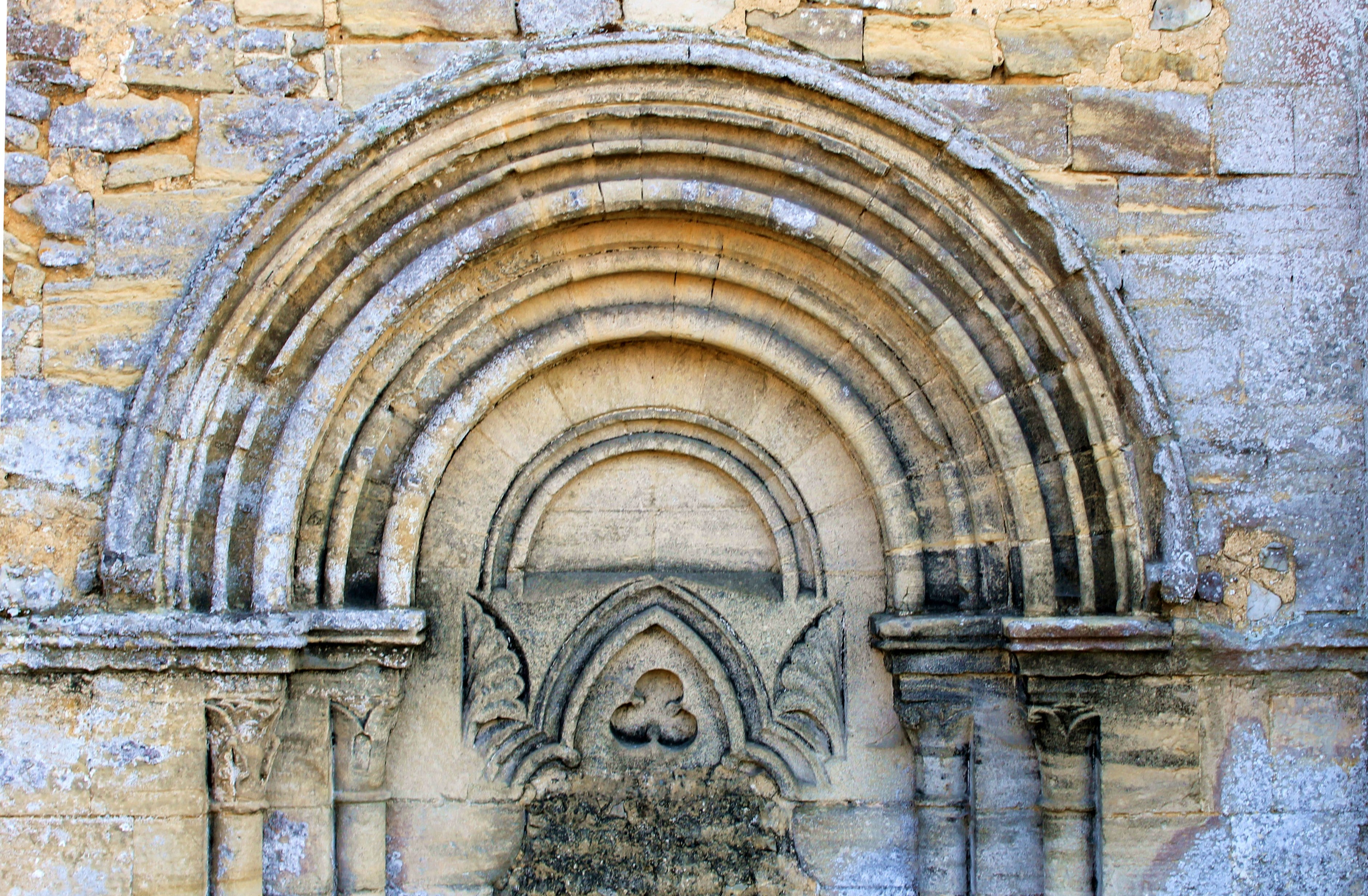
Puerta amurallada en la fachada norte de la iglesia Saint-Cyr-et-Sainte-Julitte.